# Kalium-(3-aminopropyl)amid
Kalium-(3-aminopropyl)amid (KAPA) ist eine organische Verbindung aus der Gruppe der Metallamide.

## Herstellung
KAPA wird üblicherweise hergestellt, indem 1,3-Diaminopropan mit Kaliumhydrid deprotoniert wird, wobei als einziges Nebenprodukt Wasserstoff anfällt. Alternativ kann Kaliumamid in flüssigem Ammoniak gelöst werden und dieses anschließend gegen 1,3-Diaminopropan getauscht werden. Eine dritte Synthesemethode nutzt die Reaktion von 1,3-Diaminopropan mit flüssigem Kalium unter Einwirkung von Ultraschall.

## Reaktionen und Verwendung
KAPA dient als Reagenz für die Alkin-Zipper-Reaktion zur Isomerisierung von internen zu terminalen Alkinen. Frühere Reaktionen dieses Typs ermöglichten die Verschiebung einer Dreifachbindung über lediglich ein bis zwei Positionen und das bei hohen Temperaturen und langen Reaktionszeiten. Demgegenüber funktioniert die Alkin-Zipper-Reaktionen mit KAPA bei niedrigen Temperaturen (Raumtemperatur oder sogar 0 °C) und ermöglicht die Verschiebung einer Dreifachbindung über zehn bis elf Positionen in kurzer Zeit. Der Mechanismus basiert möglicherweise auf einem sechsgliedrigen Übergangszustand, bei dem die Amidfunktion von KAPA ein Proton abstrahiert, während gleichzeitig durch die Aminofunktion dei Dreifachbindung protoniert. Diese einschrittige Repositionierung eines Protons erklärt, warum die Isomerisierung mittels KAPA insgesamt deutlich schneller verläuft als mit anderen Basen. Die einzelnen Schritte sind alle reversibel. Lediglich die Deprotonierung eines gebildeten terminalen Alkins, das deutlich acider ist, ist irreversibel, weshalb die Reaktion letztendlich zu einem Acetylid führt, beziehungsweise nach wässriger Aufarbeitung zu einem terminalen Alkin.
Daneben eignet sich KAPA auch für Isomerisierungsreaktionen von Alkenen und für Deuterium-Wasserstoff-Austausch-Reaktionen. Die Reaktion von 1,3-Cyclohexadien oder 1,4-Cyclohexadien mit KAPA ergibt Benzol. Eine Nebenreaktion ist die Disproportionierung der Cyclohexadiene zu Cyclohexen und Benzol.